# Strange Phenomena
Strange Phenomena è un brano della cantante inglese Kate Bush tratto dall'album del 1978 The Kick Inside, pubblicato come singolo per il solo mercato brasiliano.

## Il brano
Il brano parla di fenomeni quali i déjà vu, della Sincronicità e di come le coincidenze a volte si succedano in modi che sembrano aver significato. È stato definito sul Guardian un sincero peana alle mestruazioni" by The Guardian

## Versioni
- 1-giu-1979 – Kate Bush, Strange Phenomena, , EMI EMI 31C 006 07070, Brasile, prodotto da Andrew Powell[3]. Questa versione contiene i brani seguenti:

1. "Strange Phenomena" – 3:01
2. "Wow" – 3:45.

Questo singolo è stato stampato a 33 giri, dato che il Brasile, come l'Argentina e poche altre nazioni, pubblicava anche i singoli a questa velocità.